# Танцов ансамбъл „Ботевград“
Танцов ансамбъл „Ботевград“ е създаден през 1963 г.
Основател и първи художествен ръководител е Васил Терзийски. Той привлича в състава много млади хора, вдъхва им любов към българския танцов фолклор, учи ги да бъдат отговорни и амбициозни изпълнители. През 1974 г. ансамбълът печели златен медал на петия републикански фестивал на художествената самодейност. На шестия фестивал отново печели златен медал и званието „представителен“. Тези постижения са потвърдени и на следващите национални фестивали през 1984 и 1989 г.
Поддържат се творчески контакти с изтъкнатите български хореографи проф. Кирил Дженев, Методи Кутев, Иван Тодоров, Димитър Димитров. Специално за състава проф. Дженев създава композицията „Хора и игри от Ботевградско“.
От 1975 г. започва поредицата от гастроли в чужбина: СССР – 1975 и 1989, Чехословакия – 1980 и 1984, Франция – 1984, Испания – 1986. През 1991 г. ансамбълът участва на международен фолклорен фестивал в Португалия.
Участията в множество регионални и национали прояви, както и успешното му представяне на дванадесетата международна фолклорна среща „Интерфолк 2003“ в Колобржег, Полша. През 2006 г. ансамбълът участва в международен фолклорен фестивал в Унгария „Дунавски Карнавал“, Будапеща. Най-големият успех на ансамбъла е през 2007 г. в участие на международен фестивал „Агрополи“, Италия, където взима първо място за хореография. През 2008 г. Участва в два Международни фолклорни състава – единият е Турция, Памуккале, а другия в Молдова. През 2009 г. съставът е поканен в Питещи, Румъния на Международен фолклорен фестивал. През 2010 г. ансамбалът участва в Международен фолклорен фестивал в Църномел, Словения, откъдето се връща с почетна грамота и медал. През 2011 г. ансамбълът е поканен на фолклорен фестивал в Льовен, Белгия.
Поради географското разположение на Ботевград характерен стил е „северняшкия“, но в концертната програма са включени танци от различни етнографски области на България. Изпълняват се различни по форма камерни сюжети, тематични и дивертисиментни танци. В програмата на ансамбъла се включват и изпълнения на песни от всички етнографски области на България.
Оркестърът на Ансамбъла е съставен от характерни музикални инструменти кавал, гайда, гъдулка, тъпан, акордеон.